# Jean Boiceau de La Borderie
« Boiceau » redirige ici. Pour l’article homophone, voir Boisseau.
Pour les articles homonymes, voir Boiceau et Borderie.
Jean Boiceau de la Borderie, né à Benest le 14 avril 1513 et mort à Poitiers le 4 mai 1591, est un avocat et poète français, auteur d'un important texte juridique en latin sur la preuve testimoniale. C'est par ailleurs un auteur d'expression poitevine-saintongeaise dans l'une de ses variétés poitevines celle de Poitiers.

## Biographie
Il étudie les humanités à Paris, au collège de Navarre, puis le droit à Poitiers, où il se lie avec Jean Bastier de La Péruse. Il devient avocat au présidial de Poitiers. Son premier essai connu est une églogue pastorale, intitulée Le vol de l'Aigle, éditée en 1539 à l'occasion du passage et de l'entrée solennelle de Charles Quint dans la ville de Poitiers.   
En 1555 parait à Poitiers, le "Menelogue de Robin, le quo a predi son procez trinlaty de gric en francez, et de francez en bea latin, e peux d’iquy en poectevin" écrit par Jean Boiceau de la Borderie, non pas dans le parler marchois de sa commune de naissance mais en poitevin de Poitiers. C'est le premier auteur nominativement connu de la littérature d'expression poitevine (poitevine-saintongeaise). Ce texte fut réédité à Paris en 1556, 1557 et 1558, puis réuni en 1572 avec d’autres de même langue écrits par des auteurs anonymes, dans un recueil intitulé "La Gente poitevinerie avecque le precez de Jorget et de san vesin et chonsons jeouses compousie in bea poictevin".
Selon les documents préliminaires de l'édition de cette pièce poétique, Jean Boiceau est bien intégré dans la société des lettrés poitevins, Jean Bouchet vantant en exergue les mérites poétiques du texte. Ami de Jean de La Péruse dès 1553-1554 avec qui il échange des odes, il participera activement après 1573 à la publication des œuvres de ce dernier. Avec Jean Bouchet, Scévole de Sainte-Marthe et quelques autres, Jean Boiceau constitue un de ces précurseurs qui vont travailler à l’éclosion, autour des années qui précèdent la première guerre de religion, d’un cénacle littéraire poitevin qui saura gagner un certain renom.    
Il est connu surtout pour son commentaire sur l'article 54 de l'ordonnance de Moulins à propos de la preuve testimoniale, paru pour la première fois en latin en 1582. On retrouve des extraits de cet ouvrage, fréquemment réimprimé avec des additions, dans plusieurs articles du Code civil français.
Selon la légende, il aurait un jour abrité Jean Calvin dans sa demeure. Certains auteurs (Florimond de Roemond) en font même un des premiers Poitevins convertis par Calvin dès 1534. Il abjura la religion réformée une ou deux semaines avant de mourir.

## Publications
- Eglogue pastorale sur le vol de l’Aigle en France par le moyen de la Paix où sont introduites deux bergières, Paix et France. 1539. A Lyon ed. François Juste, à Paris ed. Jean André. [Le seul exemplaire conservé aujourd’hui est dans le fond Rothschild de la Bibliothèque nationale de France. Il s'agit d'une impression parisienne].
- L'Amie de court inventée (1544). Attribué à Jean Boiceau de la Borderie et paru dans une anthologie intitulée Le Mespris de la cour, avec la vie rustique. Texte en ligne :
- Le menelogue de Robin (1555), œuvre en poitevin qui sera reprise en 1572 dans un recueil collationnant les œuvres en poitevin de plusieurs auteurs : La Gente poitevinrie tout de nouvea racoutrie, ou Tabelot bain, et bea, fat raiponse à Robinea. Lisez sou bain y ve prix, pre vou railly do sotrye, de beacot de Chiguanours qui fasan do moichan tours. Aveque le preces de Jorget et de son vesin, et chansons jeouses compousi in bea poictevin. Texte en ligne :
- Ad Legem regiam Molinaeis habitam de abrogata testium a libra centena probatione commentarius, per Jo. Bossellium Borderium (1582)
- Commentaire sur l'Article LIII des estats tenus à Moulins. Traduict du latin de Boiciau Jurisconsulte, par Gabriel Michel (1606)
- Responsa Jo. Bosselli Borderii, et Joan. Constantii, ad varias quaestiones ipsis suo cujusque tempore propositas, in Consuetudinem Pictonum, ab anno 1530 usque ad annum 1646 (1659)
- Traité de la preuve par témoins en matière civile, contenant le commentaire de Me Jean Boiceau sur l'article 54 de l'ordonnance de Moulins (1697)
- Traité de la preuve par témoins en matière civile, contenant le commentaire latin & françois de M. Jean Boiceau, Sieur de La Borderie, Avocat au Présidial de Poitiers, sur l'article LIV de l'Ordonnance de Moulins ; avec plusieurs nouvelles questions tirées des plus célèbres jurisconsultes, & décidées par les arrêts des Cours souveraines ; et des observations sur l'article LV de l'Ordonnance de Moulins, & sur le titre XX de l'Ordonnance de 1667 ; le tout conféré avec l'Édit perpétuel des Archiducs, les ordonnances, statuts & coutumes de Milan, de Bologne-la-Grasse, de Naples, de Portugal, & des autres pays qui ont rapport à l'usage du droit françois sur cette matière ; avec le Traité de la preuve par comparaison d'écritures, de M. Le Vayer (1818)